# Eickener Straße
Die Eickener Straße ist eine Straße im Stadtteil Eicken von Mönchengladbach. In ihr befinden sich zahlreiche denkmalgeschützte Gebäude.
- Eickener Straße 44 (Mönchengladbach)
- Eickener Straße 44 a (Mönchengladbach)
- Eickener Straße 85 (Mönchengladbach)
- Eickener Straße 86 (Mönchengladbach)
- Eickener Straße 93 (Mönchengladbach)
- Eickener Straße 111 (Mönchengladbach)
- Eickener Straße 125 (Mönchengladbach)
- Eickener Straße 133 (Mönchengladbach)
- Eickener Straße 135 (Mönchengladbach)
- Eickener Straße 137 (Mönchengladbach)
- Eickener Straße 157 (Mönchengladbach)
- Eickener Straße 163 (Mönchengladbach)
- Eickener Straße 185 (Mönchengladbach)
- Eickener Straße 187–189 (Mönchengladbach)
- Eickener Straße 191 (Mönchengladbach)
- Eickener Straße 193 (Mönchengladbach)
- Eickener Straße 195 (Mönchengladbach)
- Eickener Straße 309–313 (Mönchengladbach)

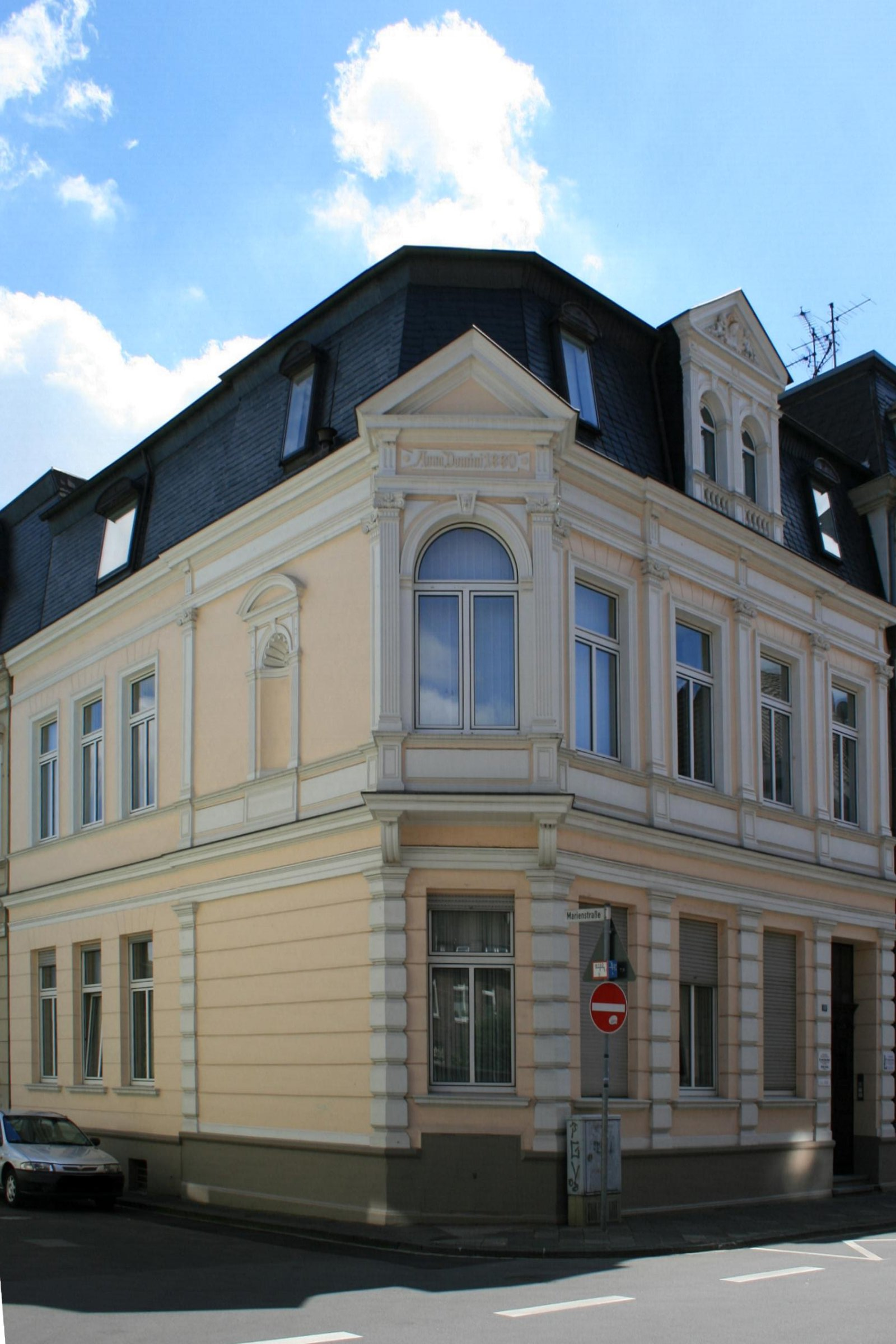
44a
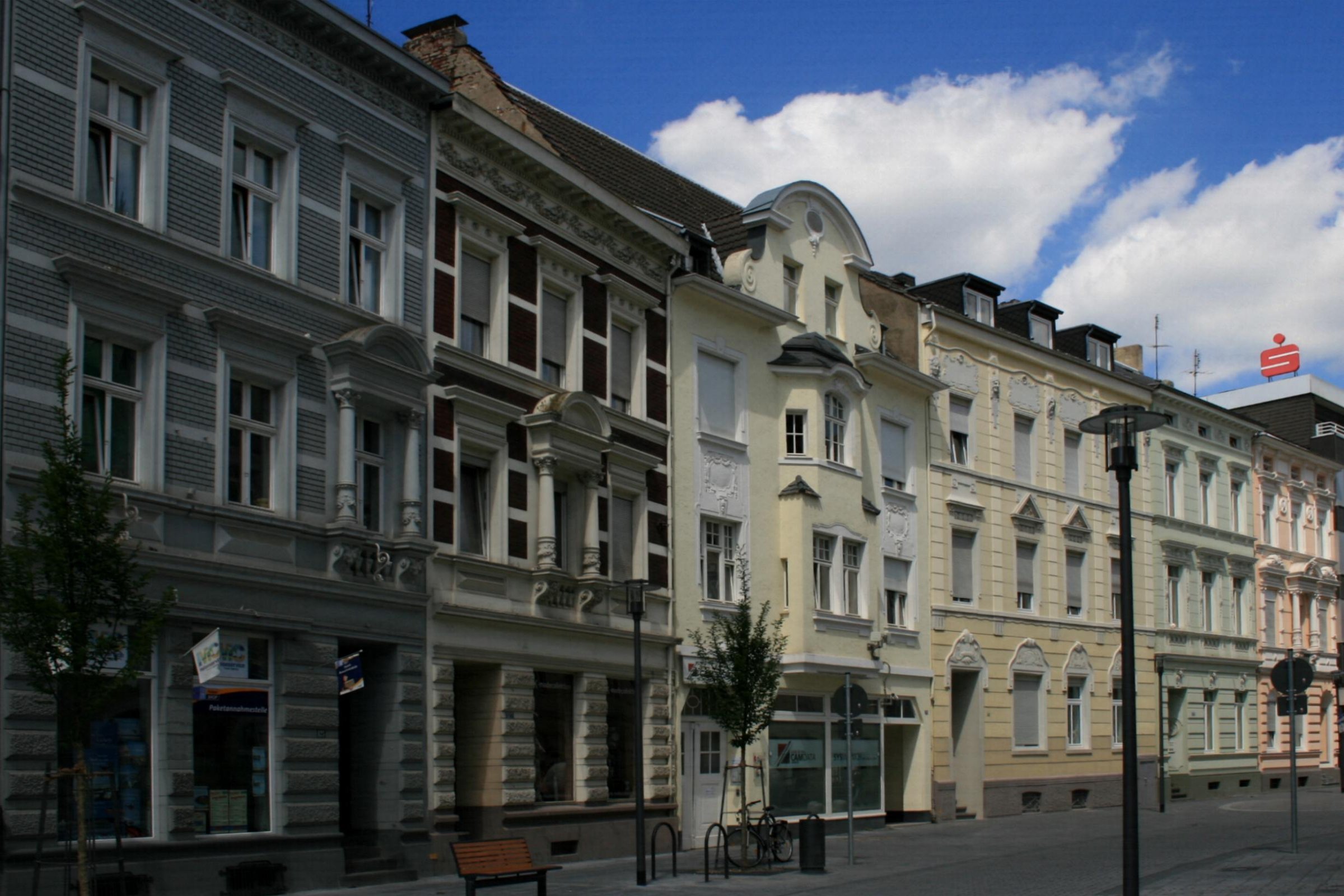
125 ff.
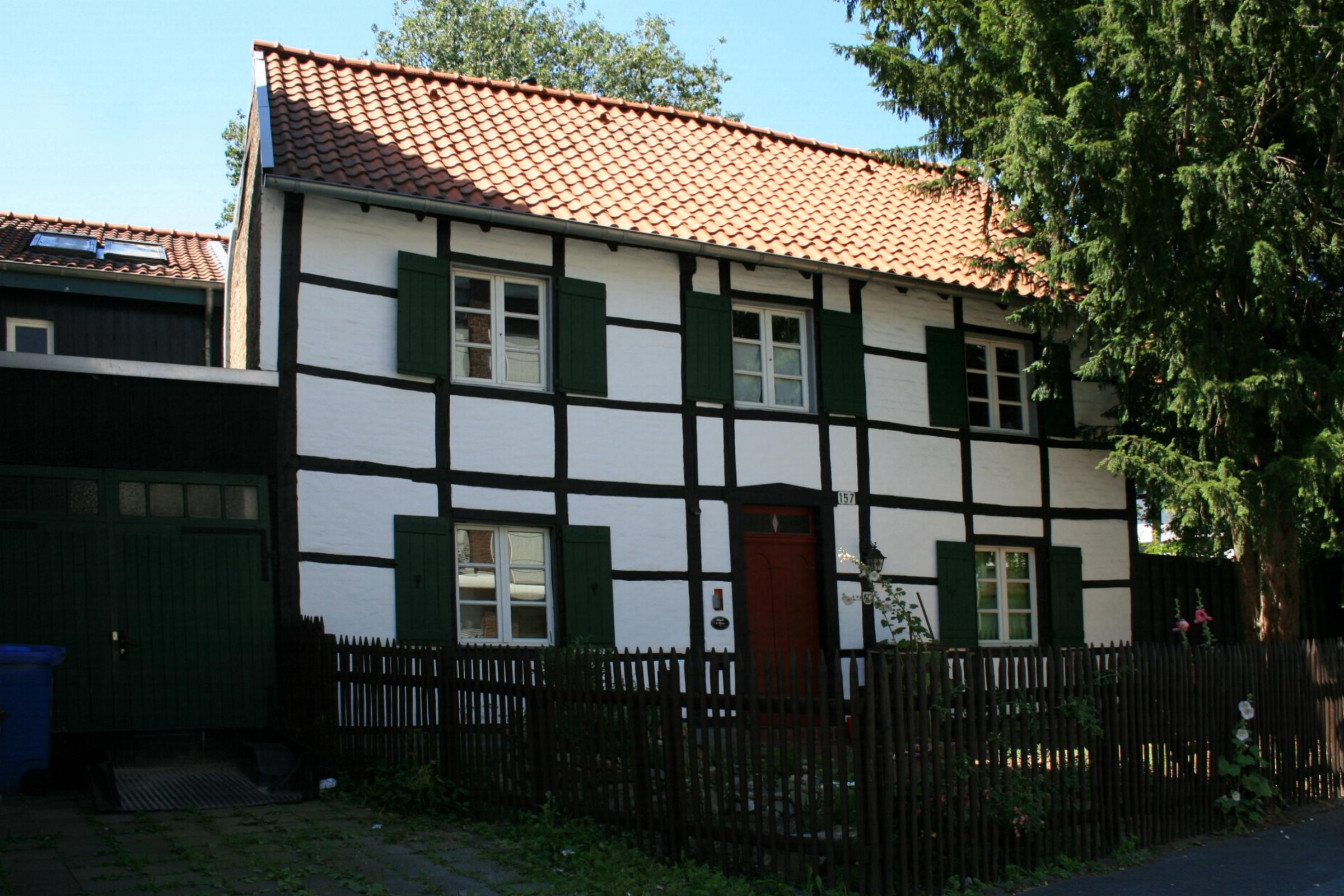
157
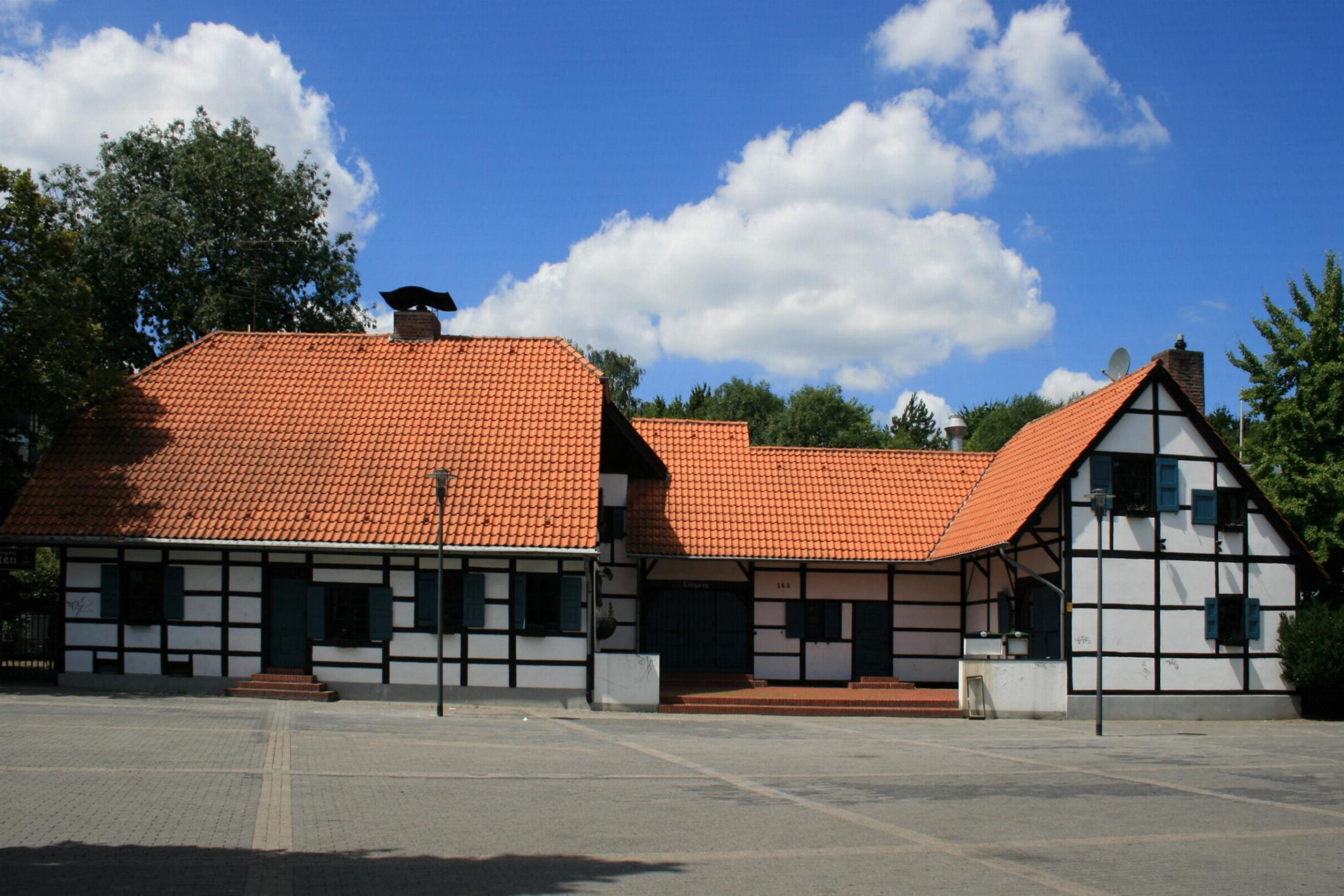
Nr. 163
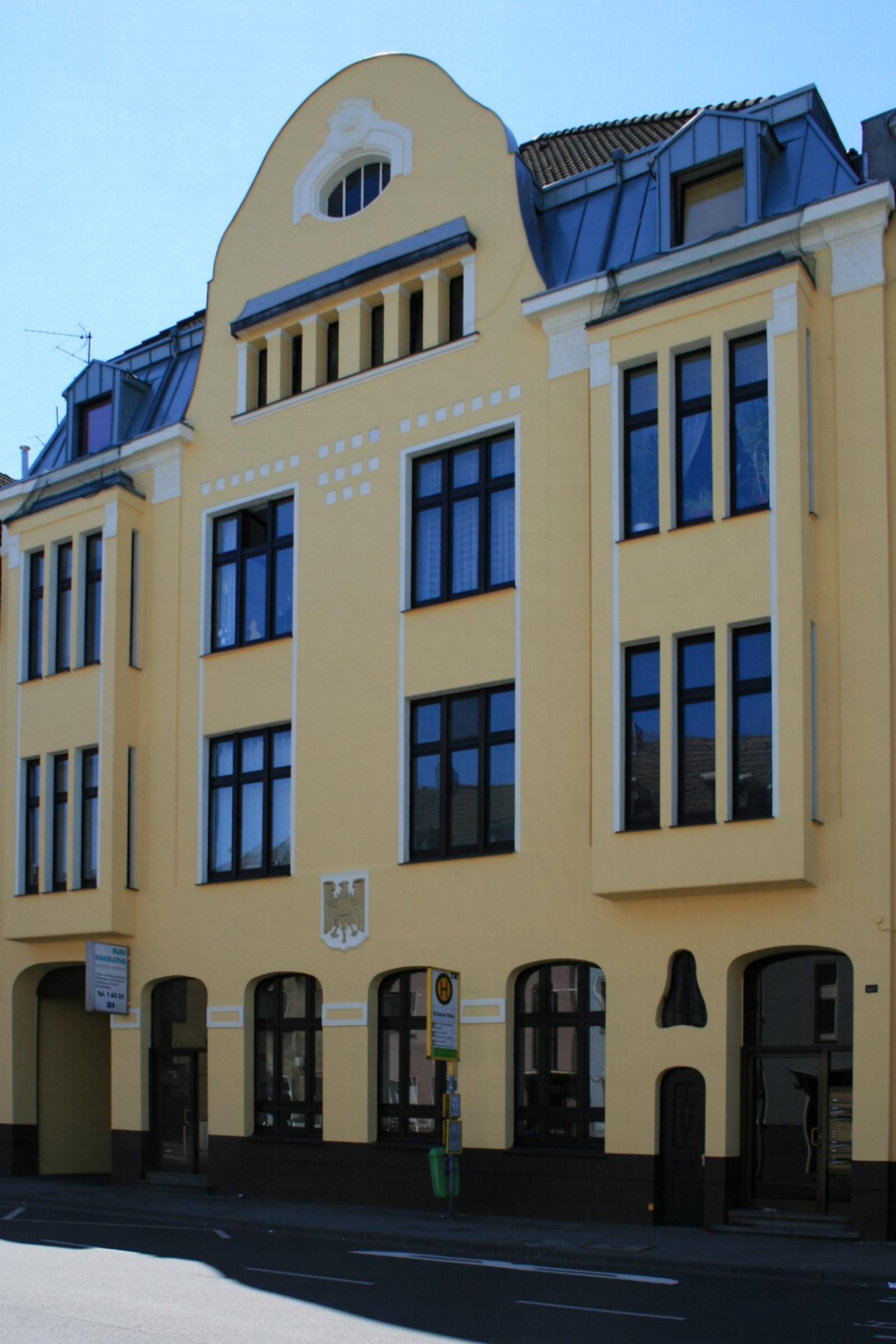
187–189